# Modelraket

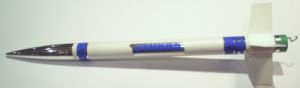
Modelraket

Bouw van een eenvoudige raketmotor. Een dergelijke motor is ongeveer acht cm lang. 1. straalbuis; 2. omhulsel; 3. brandstof; 4. vertragingslading; 5. uitstotingslading; 6. eindkap

Een modelraket is een (kleine) raket, die door hobbyisten gelanceerd kan worden. Modelraketten worden over de gehele wereld behalve in Nederland in vier klassen onderverdeeld. 
Modelraketten worden gemaakt van lichte, stevige materialen zoals plastic, balsahout en karton. Er zit geen tot weinig metaal in om het gewicht zo laag mogelijk te houden. In de rompbuis bevindt zich de motor en de parachute die beiden voor een geslaagde vlucht zorgen. De gestroomlijnde vorm en de vinnen, alsmede de ligging van het zwaartepunt, zorgen voor een goede, stabiele vlucht. De drijvende kracht achter de lancering is de raketmotor. Deze motoren zijn voorgefabriceerd en bevatten een soort buskruit. Tijdens de lancering brandt de motor op en stoot op het hoogste punt een bergingssysteem uit, waardoor de raket veilig landt. Het bergingssysteem kan een lint/wimpel zijn, maar ook een parachute, een gyrocoptersysteem of een systeem van draagvlakken(vleugels) zijn. Vanwege de bereikte hoogten (tot wel enkele honderden meters) wordt dit op grote, open velden gedaan. 
Bij de krachtiger variant van deze hobby, high power rocketry, worden hoogtes bereikt tot meerdere kilometers. High power raketten maken gebruik van commercieel verkrijgbare vaste brandstof en hybride raketmotoren. Voor highpower raketten worden vaak boordcomputers gebruikt om onder meer hoogtes en snelheden te meten en om de parachutes op het juiste moment uit te werpen.
Modelraketmotoren vallen niet onder vuurwerk, zelfs niet als ze buskruit bevatten en ze worden het hele jaar door verkocht. Over het algemeen wordt de hobby gedoogd mits de juiste veiligheidsmaatregelen worden genomen. Voor de lancering van een grote modelraket is een convenant met de minister van verkeer en waterstaat of de minister van defensie noodzakelijk. Er zijn kant-en-klare kits te koop voor het lanceren van een modelraket.

## Experimentele raketten
Experimentele raketten zijn veelal van metaal gemaakt. Ze bevatten krachtige motoren en zijn in staat om binnen een seconde te versnellen tot wel 700 kilometer per uur. Krachtige motoren worden zelf ontworpen en ontwikkeld. Geavanceerde stuwstoffen worden gebruikt en ook hybride (combinatie van vaste en gasvormige brandstof) brandstoffen worden gebruikt. Een boordcomputer die kleine kruitladingen ontsteekt (pyrotechniek) zorgt ervoor dat de parachutes er op het hoogste punt uit komen. Gegeven de kracht van deze raketten worden strikte veiligheidseisen nageleefd en is lancering alleen mogelijk op speciaal daartoe aangewezen (militaire) terreinen. In Nederland en België zijn meerdere verenigingen die zich met experimentele raketbouw bezighouden.

## Nederland
In Nederland bestaan er onder de modelraketwetgeving twee hoofdklassen, kleine en grote modelraketten:
- Kleine modelraketten: onder de Nederlandse wetgeving zijn dit modelraketten met een startmassa van maximaal 1500 gram. Ze zijn gemaakt van papier, hout of kunststof en ze bevatten geen metalen hoofdonderdelen, uitgezonderd een (licht)metalen motor. Kleine modelraketten mogen geen brandbare of explosieve lading bevatten, behalve maximaal 125 gram brandstof, die nodig is voor de voortstuwing. Kleine modelraketten worden voortgestuwd door de reactiekracht van een uitgestoten massa aan de achterzijde. Er worden bouwpakketten, schaalmodellen en eigen ontwerpen gebouwd en gelanceerd. De meeste van deze raketten maken gebruik van een in de motor geïntegreerde uitdrijflading om het bergingssysteem te activeren. Waterraketten, raketten die gebruikmaken van water en gasdruk, vallen ook onder modelraketten.

In de Verenigde Staten en de rest van Europa wordt deze klasse ingedeeld in low en mid power rockets.
- Grote modelraketten: de startmassa is onder de Nederlandse wetgeving groter dan 1500 gram maar kleiner dan 35000 gram. De grote modelraketten zijn gemaakt van papier, hout, (licht)metaal of kunststof. Grote modelraketten mogen geen brandbare of explosieve lading bevatten, behalve de brandstof die nodig is voor de voortstuwing. Grote modelraketten worden voortgestuwd door de reactiekracht van een uitgestoten massa aan de achterzijde. Er kunnen zowel bouwpakketten worden gebruikt als volledige zelfbouw raketten.

In de rest van de wereld, en ook bij de Nederlandse verenigingen wordt er daarnaast binnen de grote modelraketten een onderverdeling gemaakt in midpower, highpower en research raketbouw (vroeger ook wel experimenteel genoemd). Het verschil ligt bij deze klassen in het feit dat midpower gebruikmaakt van de zogenaamde easy access fabrieksmotoren (D tm G), de highpower van fabrieksmotoren (H tm O) en dat hier een strikt certificatie systeem voor bestaat in drie klassen. Hiervoor moet men voor iedere klasse een raket bouwen, een examenvlucht doen en certificeren voor de diverse klassen. Daarnaast worden bij research raketbouw zelf de motoren ontwikkeld voor de raketten. Qua materialen, bouw en complexiteit verschillen de highpower en research raketten niet veel van elkaar, het grote verschil zijn de motoren die worden gebruikt.
De DRRA is een vereniging die zich in Nederland met de bouw van kleine modelraketten bezighoudt. Deze vallen in het segment low- en midpower rockets. De NAVRO en NERO hebben een kleine modelbouwafdeling naast de high power en experimentele afdeling. Voor grote en highpower modelraketten is er Tripoli Nederland (een prefectuur van Tripoli USA).

## België
In België is het niet echt duidelijk of raketmotoren vallen onder siervuurwerk of ontploffend vuurwerk. In het laatste geval is het verboden. Over het algemeen wordt het gebruik van raketmotoren ook hier gedoogd, mits er de juiste maatregelen worden genomen. Bij high power rocketry dient er toestemming van de luchtverkeersleiding te zijn gezien het feit dat er scheiding van het overige vliegverkeer moet zijn.